# 1-Undecanol
El 1-undecanol o undecan-1-ol, también conocido simplemente como undecanol, y por su nombre trivial alcohol undecílico, es un alcohol graso. El undecanol es un líquido incoloro, insoluble en agua, de punto de fusión 19. °C y punto de ebullición 243 °C.

## Usos y producción industriales
Tiene un olor floral cítrico y un sabor graso y se utiliza como ingrediente aromatizante en alimentos. Se produce comúnmente por la reducción del undecanal, el aldehído análogo.

## Ocurrencia natural
El 1-undecanol se encuentra de forma natural en muchos alimentos, como frutas (incluidas manzanas y plátanos), mantequilla, huevos y carne de cerdo cocida.

## Toxicidad
El undecanol puede irritar la piel, los ojos y los pulmones. La ingestión puede ser nociva, con una toxicidad aproximada a la del etanol.